# Скленичкова, Мирослава
Мирослава Скленичкова (чеш. Miroslava Skleničková, род. 11 марта 1951 года в Карловых Варах, Чехословакия) — чехословацкая спортивная гимнастка.
Была в составе команды ЧССР на Олимпийских играх 1968 года в Мехико, завоевав с ней командное серебро. При этом в личном зачёте (в личном многоборье) разделила 9-е место, а также вышла в два финала в отдельных видах — в опорном прыжке (с 6-м результатом) и на брусьях (с 5-м результатом). В обоих финалах заняла 6-е место.